# Sergia talismani
Sergia talismani är en kräftdjursart som först beskrevs av Barnard 1947.  Sergia talismani ingår i släktet Sergia och familjen Sergestidae. Inga underarter finns listade i Catalogue of Life.